# جيمس روي (كاتب)
جيمس روي (بالإنجليزية: James Roy)‏ هو كاتب للأطفال وكاتب أسترالي، ولد في 1968.